# Колич Ивановски
Никола (Колич, Коле) Ивановски е български революционер, деец на Вътрешната македоно-одринска революционна организация.

## Биография
Колич Ивановски е роден на 24 септември 1868 година в град Крушево, тогава в Османската империя. Баща му Иван Атанасов е борец за българска църковна независимост в Крушево. По професия Колич Ивановски и братята му Георги, Лецо и Велко са дюлгери. През 1880 година участва в заверата на Ангел Церанец.
В 1896 година се жени и същевременно се присъединява като куриер към градския революционен комитет на ВМОРО, основан година по-рано от Павел Христов. Често придружава Крушевската чета при агитационните ѝ обиколки по селата.
В 1902 година е арестуван заедно с Алексо Ивановски (Лецо) и лежат в Битолския затвор, заради аферата след предателството на Кола Михайлов, но не след дълго са освободени. След разстрела на Михайлов от Вангю Пене (Ганга) по погрешка властите арестуват отново синовете на Иван Атанасов, но умиращият Михайлов посочва истинския убиец и те са освободени.
На 19 юли 1903 година Колич и Алексо Ивановски се укриват в гръцката църква „Свети Никола“ в Крушево и преспиват вътре. На следващия ден - датата на началото на Илинденско-Преображенското въстание, отварят църквата и пускат в нея българските четници, които заемат позиции срещу хюкюмата. След това Колич и Леце се присъединяват към четата на Иван Наумов Алябака и участват във всичките ѝ походи до решението на Главния щаб за разформироване на четите.
През 1904 година Колич и Леце участват във възстановяването на организацията в района, а през 1905 година Колич участва в градската терористична група. Прави няколко опита да убие гръцкия служител Лакьос Марко, убит по-късно от Васил Настев. Ивановски участва в убийството на бившия колджия Абдула от Журче, което повдига престижа на организацията.
По-късно емигрира в България, където е дългогодишен член на Илинденската организация и Съюза на македонските емигрантски организации.
Умира на 15 май 1931 година в София.